# Índice de Desempeño Logístico
El Índice de Desempeño Logístico ( LPI, por sus siglas en inglés ) es una herramienta desarrollada por el Banco Mundial que permite evaluar la eficiencia del sistema logístico de un país. Consiste en el promedio ponderado de las puntuaciones del país en seis dimensiones clave: desempeño de las aduanas, calidad de la infraestructura, facilidad para organizar envíos internacionales, calidad de los servicios logísticos, capacidad de rastreo y seguimiento de envíos y puntualidad de las entregas.Además, incorpora datos prácticos que miden la eficiencia logística. Esta medida indica la facilidad y eficiencia relativa con la que se pueden mover productos dentro de un país y hacia él. Según el LPI de 2023, Singapur y Finlandia son los países más eficientes y con el mejor desempeño logístico.
El Índice de Desempeño Logístico (LPI) fue publicado por el Banco Mundial cada dos años desde 2010 hasta 2018, con una interrupción en 2020 debido a la pandemia de COVID-19 y a una reestructuración de la metodología del índice, lo que llevó a que se volviera a publicar únicamente en 2023. El LPI se basa en datos recopilados de actores involucrados en los países donde operan y con aquellos con los que comercian. Desde 2023, el LPI incorpora ciertos indicadores clave de desempeño y macrodatos (big data) para complementar los resultados de la encuesta.
Los datos arrojados por el LPI han sido empleados en numerosos estudios e informes de políticas elaborados por organismos multilaterales. Las conclusiones del índice sirven como una referencia global general tanto para los actores del sector logístico como para quienes utilizan sus servicios. Los resultados del LPI también han sido acogidos por la comunidad académica.

## Composición del índice
El desempeño logístico (LPI) es el promedio ponderado de las puntuaciones del país en seis dimensiones clave:
1. La eficiencia del proceso de despacho (es decir, rapidez, simplicidad y previsibilidad de las formalidades) por parte de los organismos de control fronterizo, incluidas las aduanas.
2. Calidad de la infraestructura relacionada con el comercio y el transporte (por ejemplo, puertos, ferrocarriles, carreteras, tecnología de la información);
3. Facilidad para organizar envíos a precios competitivos;
4. Competencia y calidad de los servicios logísticos (por ejemplo, operadores de transporte, agentes de aduanas);
5. Capacidad de rastrear y seguir envíos;
6. Puntualidad de los envíos en llegar al destino dentro del tiempo de entrega programado o previsto.

### Indicadores clave de rendimiento del LPI 2023
En la edición de 2023, se agregaron los siguientes KPI al informe del LPI:
Envío de contenedores: contiene:
1. Número de servicios
2. Número de alianzas
3. Número de socios (países)
4. Tiempo de respuesta (días)
5. Tiempo de respuesta ponderado por TEU del buque
Aviación - contiene:
1. Número de socios (países)
2. Tiempo de permanencia en la importación de aviación (días)
Postal - contiene:
1. Número promedio de socios postales internacionales
2. El tiempo de entrega
Retrasos en la importación: contiene:
1. Número de observaciones
2. Tiempo de permanencia consolidado
3. Tiempo de permanencia en el puerto
Retrasos en la exportación - contiene:
1. Número de observaciones
2. Tiempo de permanencia consolidado
3. Tiempo de permanencia en el puerto
Países en desarrollo sin litoral - contiene:
1. Tiempo de permanencia en el puerto
2. Corredor
3. Tiempo de permanencia en el interior y en el destino
4. Tiempos de permanencia de referencia para países de tránsito

## Los 10 principales países del LPI
La lista completa por país está disponible en el sitio web del Banco Mundial .
|              | 2023 | 2023  | 2018 | 2018  | 2016 | 2016  | 2014 | 2014  | 2012 | 2012  | 2010 | 2010  | 2007 | 2007  |
| Country      | Rank | Score | Rank | Score | Rank | Score | Rank | Score | Rank | Score | Rank | Score | Rank | Score |
| ------------ | ---- | ----- | ---- | ----- | ---- | ----- | ---- | ----- | ---- | ----- | ---- | ----- | ---- | ----- |
| Alemania     | 3    | 4.1   | 1    | 4.20  | 1    | 4.23  | 1    | 4.12  | 4    | 4.03  | 1    | 4.11  | 3    | 4.10  |
| Suecia       | 7    | 4     | 2    | 4.05  | 3    | 4.20  | 6    | 3.96  | 13   | 3.85  | 3    | 4.08  | 4    | 4.08  |
| Bélgica      | 7    | 4     | 3    | 4.04  | 6    | 4.11  | 3    | 4.04  | 7    | 3.98  | 9    | 3.94  | 12   | 3.89  |
| Canadá       | 7    | 4     | 20   | 3.73  | 14   | 3.93  | 12   | 3.86  | 14   | 3.85  | 14   | 3.87  | 10   | 3.92  |
| Austria      | 7    | 4     | 4    | 4.03  | 7    | 4.10  | 22   | 3.65  | 11   | 3.89  | 19   | 3.76  | 5    | 4.06  |
| Japón        | 13   | 3.9   | 5    | 4.03  | 12   | 3.97  | 10   | 3.91  | 8    | 3.93  | 7    | 3.97  | 6    | 4.02  |
| Países Bajos | 3    | 4.1   | 6    | 4.02  | 4    | 4.19  | 2    | 4.05  | 5    | 4.02  | 4    | 4.07  | 2    | 4.18  |
| Suiza        | 3    | 4.1   | 13   | 3.9   | 11   | 3.99  | 14   | 3.84  | 16   | 3.8   | 6    | 3.97  | 7    | 4.02  |
| Singapur     | 1    | 4.3   | 7    | 4.00  | 5    | 4.14  | 5    | 4.00  | 1    | 4.13  | 2    | 4.09  | 1    | 4.19  |
| Dinamarca    | 3    | 4.1   | 8    | 3.99  | 17   | 3.82  | 17   | 3.78  | 6    | 4.02  | 16   | 3.85  | 13   | 3.86  |
| Reino Unido  | 19   | 3.7   | 9    | 3.99  | 8    | 4.07  | 4    | 4.01  | 10   | 3.90  | 8    | 3.95  | 9    | 3.99  |
| Finlandia    | 2    | 4.2   | 10   | 3.97  | 15   | 3.92  | 24   | 3.62  | 3    | 4.05  | 12   | 3.89  | 15   | 3.82  |

## Índice de desempeño logístico 2023
En la edición 2023 del LPI, es relevante destacar que se incorporaron varios nuevos KPI al informe general. Sin embargo, estos indicadores no fueron considerados dentro del cálculo del puntaje final, que continúa basándose principalmente en encuestas de percepción.
El LPI 2023 evaluó un total de 139 países. Por primera vez, varios países comparten la misma posición en el ranking: Dinamarca, Alemania, Suiza y los Países Bajos se ubican todos en el tercer lugar. Singapur encabeza la clasificación con una puntuación de 4,3, mientras que Afganistán se sitúa en la última posición con un puntaje de 1,9.

## Índice de desempeño logístico 2018
En la edición 2018 del Índice de Desempeño Logístico, Alemania retoma el primer lugar con una puntuación de 4,20. Le siguen, completando los cinco primeros puestos, Suecia, Bélgica, Austria y Japón. Los países con ingresos altos presentan puntajes en el LPI un 48% superiores en comparación con aquellos de ingresos bajos. Afganistán se ubica en la última posición, con una puntuación de apenas 1,73.

## Índice de desempeño logístico 2016
En la edición 2016 del LPI, Alemania se posicionó nuevamente en el primer lugar con una puntuación de 4,23. En contraste, Siria, impactada por el conflicto de guerra civil, se ubicó en el último puesto con un puntaje de 1,60.

## Controversia
Diversas investigaciones han destacado que la metodología del LPI, basada exclusivamente en percepciones subjetivas de operadores logísticos, puede introducir sesgos y llevar a una subvaloración de ciertos países con un desempeño logístico objetivamente más alto.Además, los estudios han demostrado que el LPI estaba mucho más influenciado por factores sociales que económicos. A partir de 2023, el Banco Mundial ha modificado en cierta medida la metodología del LPI para abordar estas cuestiones.